# Raiden (Mortal Kombat)
Pour les articles homonymes, voir Raiden.
Raiden (aussi connu sous le nom de Lord Raiden, et parfois épelé Rayden) est un personnage fictif de la série de jeu de combat Mortal Kombat. Raiden est un des sept personnages originaux provenant du premier Mortal Kombat sorti en 1992, il est l'un des personnages centraux de la franchise. Basé sur le dieu du tonnerre japonais, Raijin, et décrit dans la série comme étant le dieu du tonnerre et le protecteur de la Terre, Raiden défend la planète contre une multitude de menaces d'un autre monde aux côtés de ses guerriers triés sur le volet. Raiden possède de nombreux pouvoirs, tels que la téléportation, le vol, le contrôle des éléments.
Raiden est un personnage phare de la série, facilement reconnaissable. Il apparaît dans tous les épisodes principaux de la série à l'exception de Mortal Kombat 3 et Ultimate Mortal Kombat 3. Dans le crossover Mortal Kombat vs. DC Universe, il fait partie des onze personnages de la franchise Mortal Kombat pour représenter l'univers. Raiden est également présent dans le casting du jeu de combat Injustice 2 disponible via contenu téléchargeable, son design est réalisé par l'artiste Jim Lee,.
Raiden a une forte présence dans les autres médias de la franchise, incluant les trois longs-métrages (Mortal Kombat, Mortal Kombat : Destruction finale et Mortal Kombat 2021), la série d'animation Mortal Kombat : Les Gardiens du royaume, la série télévisée Mortal Kombat: Conquest, la web-série Mortal Kombat: Legacy en plus de figurer sur les produits dérivés de la série officielle.
Ed Boon dit : « Raiden est basé sur un personnage du film Big Trouble in Little China. »

## Dans les médias
Raiden est interprété par Christophe Lambert dans le film Mortal Kombat, puis par James Remar dans sa suite : Mortal Kombat : Destruction finale. Dans le film Mortal Kombat : Destruction finale, on apprend que Raiden serait le fils de Shinnok mais également le frère de Shao Kahn. Raiden est interprété par Ryan Robbins dans la web-série Mortal Kombat: Legacy diffusée en avril 2011 sur la chaine Machinima de Youtube, et par Tadanobu Asano dans le film Mortal Kombat de 2021.
Il fait aussi partie, sous les traits de Christophe Lambert dans le film Mortal Kombat, de l'équipe de "Bros" jouables dans Broforce (PC Mac PS4, 2015), sous le pseudonyme de Broden,. Il apparaît aussi comme personnage jouable dans le jeu Injustice 2 dans le deuxième pack de combattants via DLC aux côtés d'Hellboy et de Black Manta.